# Herning
Herning är en tätort och stad som utgör centralort i Hernings kommun i Region Mittjylland i centrala Jylland i Danmark. Kommunen täcker en yta på 1 323,5 km² och har 88 386 invånare (2017), varav 49 229 invånare (2017) i själva staden. Till staden räknas även stadsdelarna Birk, Gjellerup, Hammerum, Lind, Snejbjerg och Tjørring, som samtliga ligger strax utanför stadens centrala delar.
Befolkningstillväxten har varit kraftig det senaste ett och ett halvt seklet; 1840 bodde 21 personer i Herning. Tidigare fanns en omfattande textilindustri i staden. Tillkomsten av den grundas på en tradition av ylleproduktion i hemmen, som fanns redan innan områdets hedar blivit uppodlade. Senare blev Herning även järnvägsknut.
Årligen anordnas Agromek, en internationell lantbruksmaskinmässa i staden. 
Strax öster om centrala Herning finns Danmarks största konstverk,  Elia, ett monumentalverk av den svensk-danske skulptören Ingvar Cronhammar.

## Kända personer
- Kristian Jensen, politiker
- Jesper Nøddesbo, handbollsspelare
- Bjarne Riis, cyklist
- Michael Blaudzun, cyklist
- Peter Regin, ishockeyspelare
- Frans Nielsen, ishockeyspelare
- Oliver Bjorkstrand, ishockeyspelare
- Nicklas Jensen, ishockeyspelare
- Peter Lodahl, kunglig operasångare
- Pione Sisto, fotbollsspelare
- Ingvar Cronhammar, konstnär

## Bilder

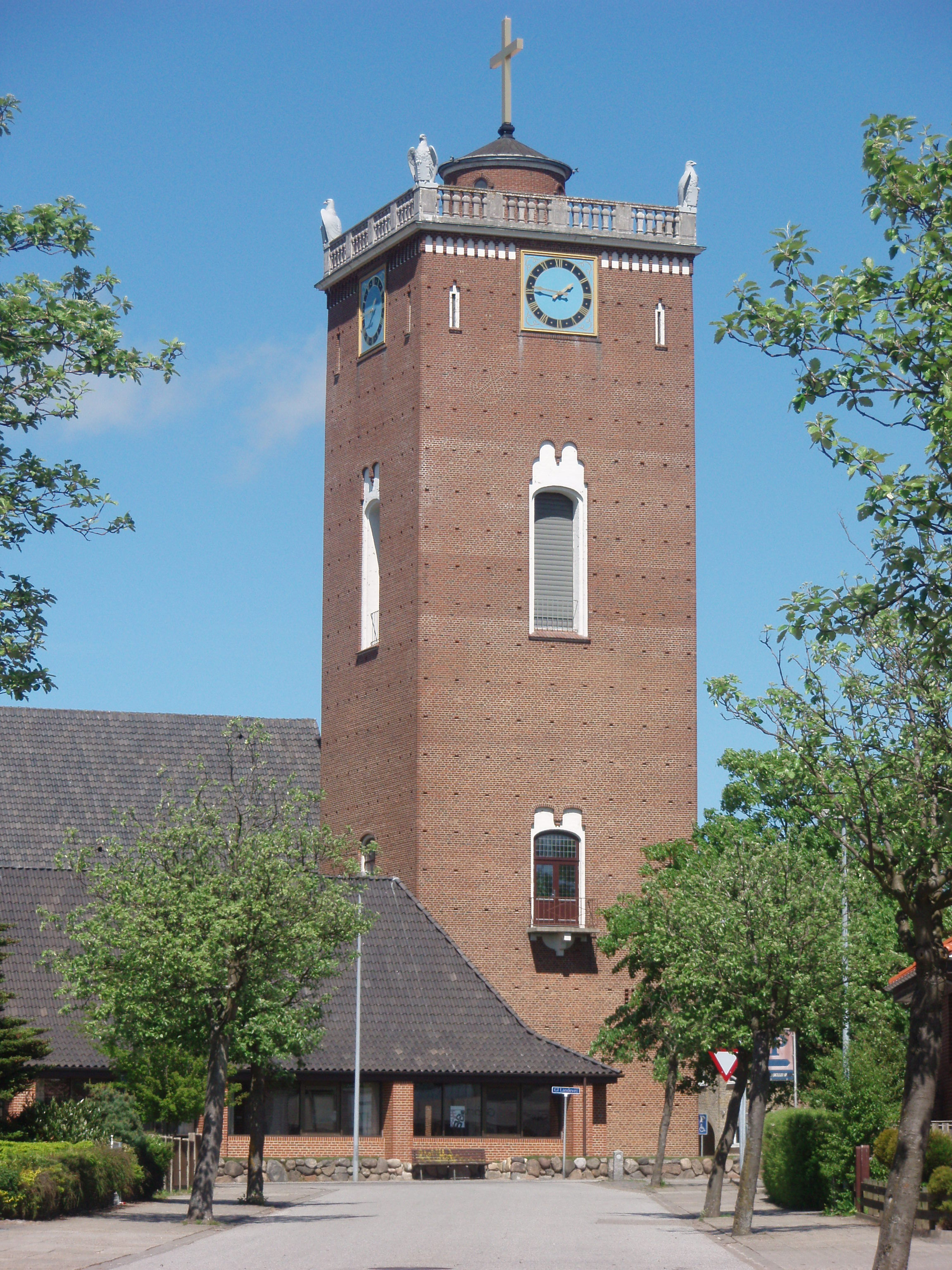
Johanneskyrkans torn från 1955, är även vattentorn.
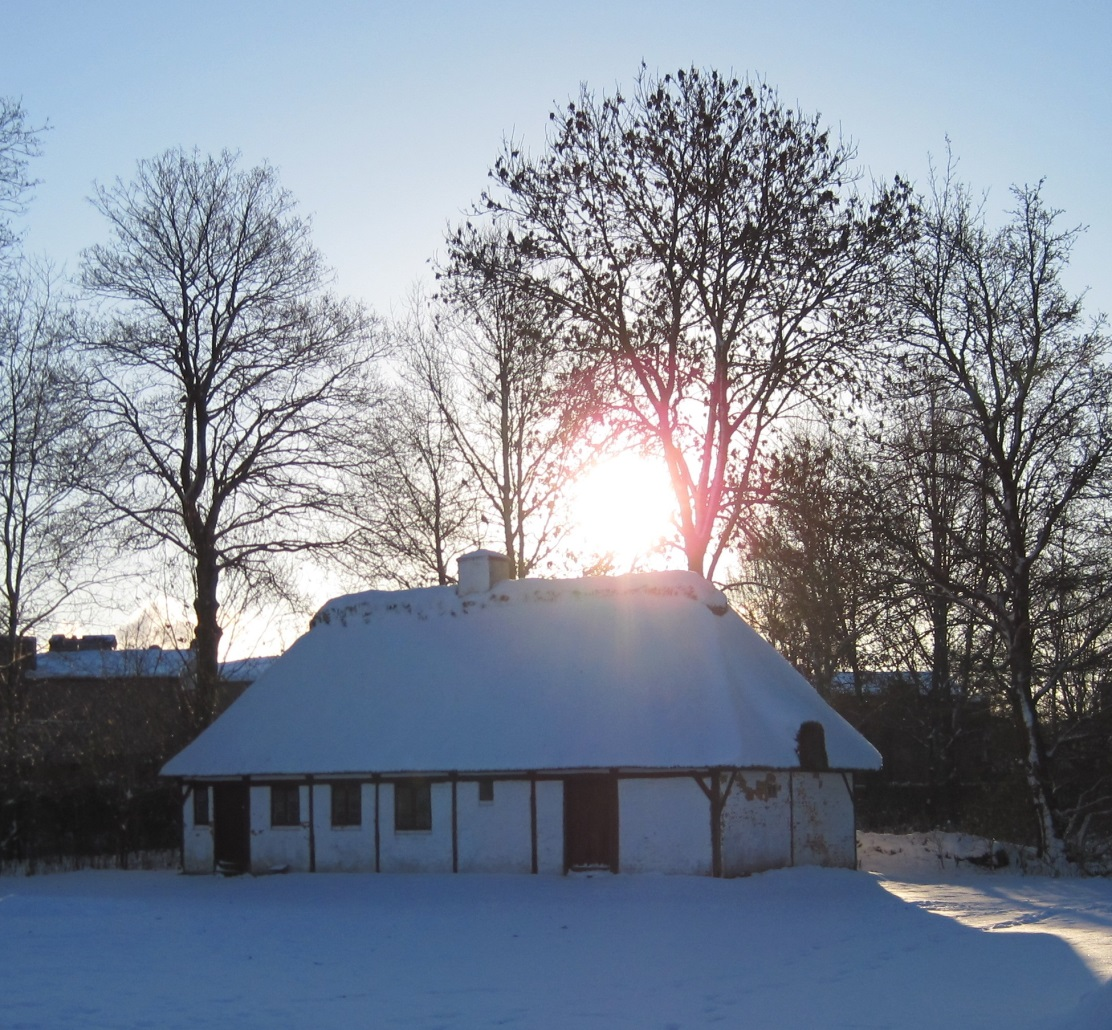
Ane Maries hus vid Frilandsmuseet i Herning.
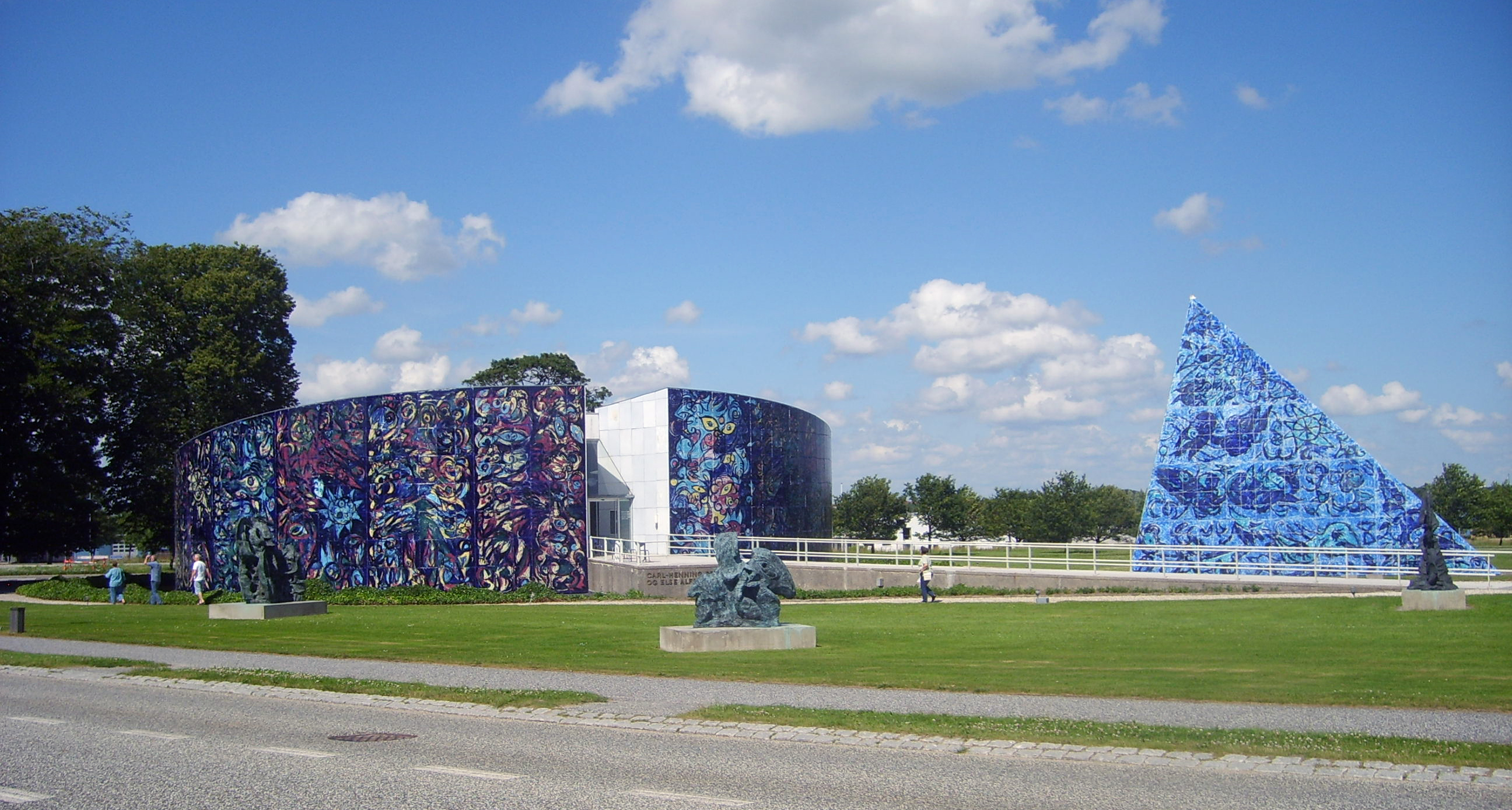
Carl-Henning Pedersen og Else Alfelts Museum.
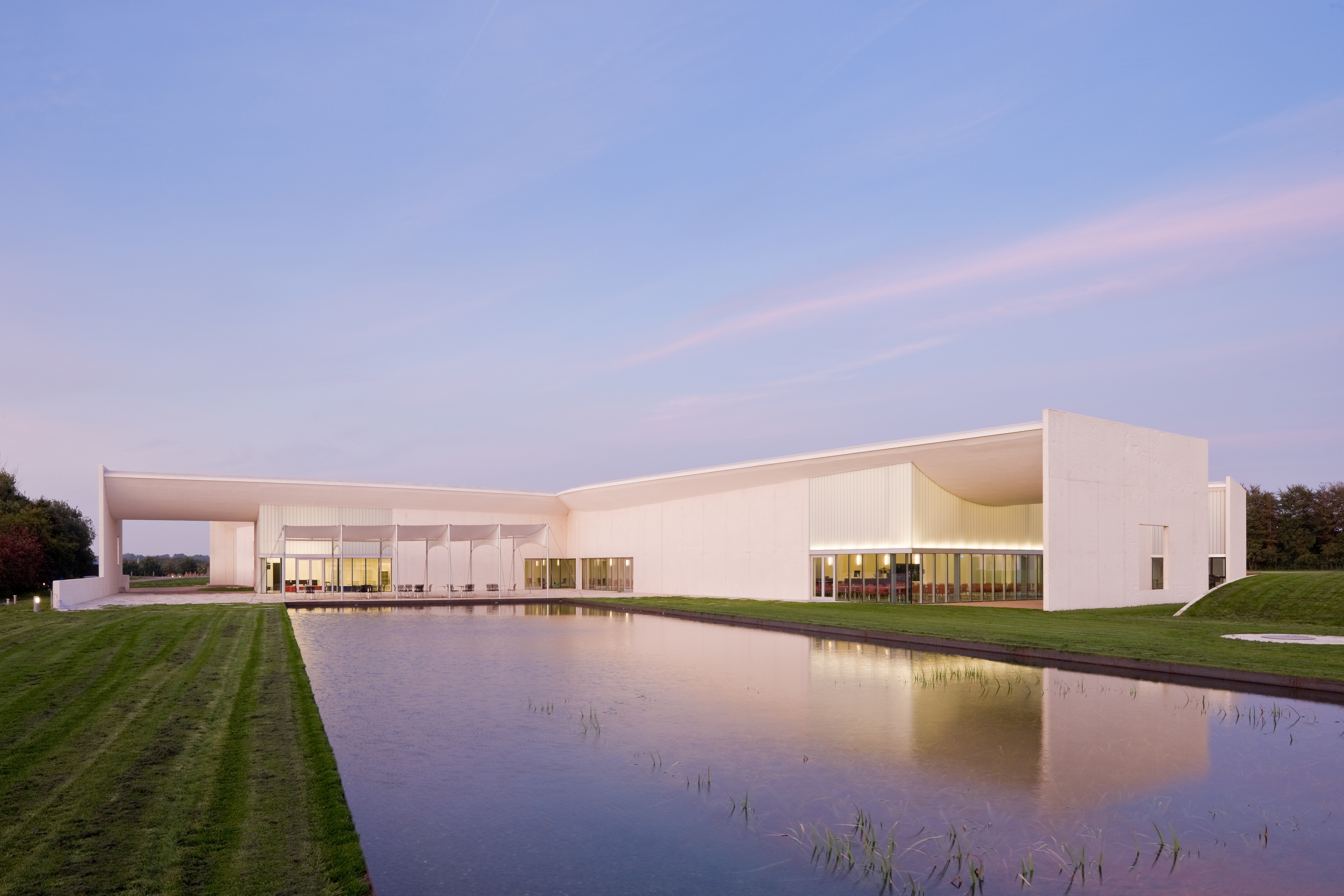
Herning Museum of Contemporary Art.
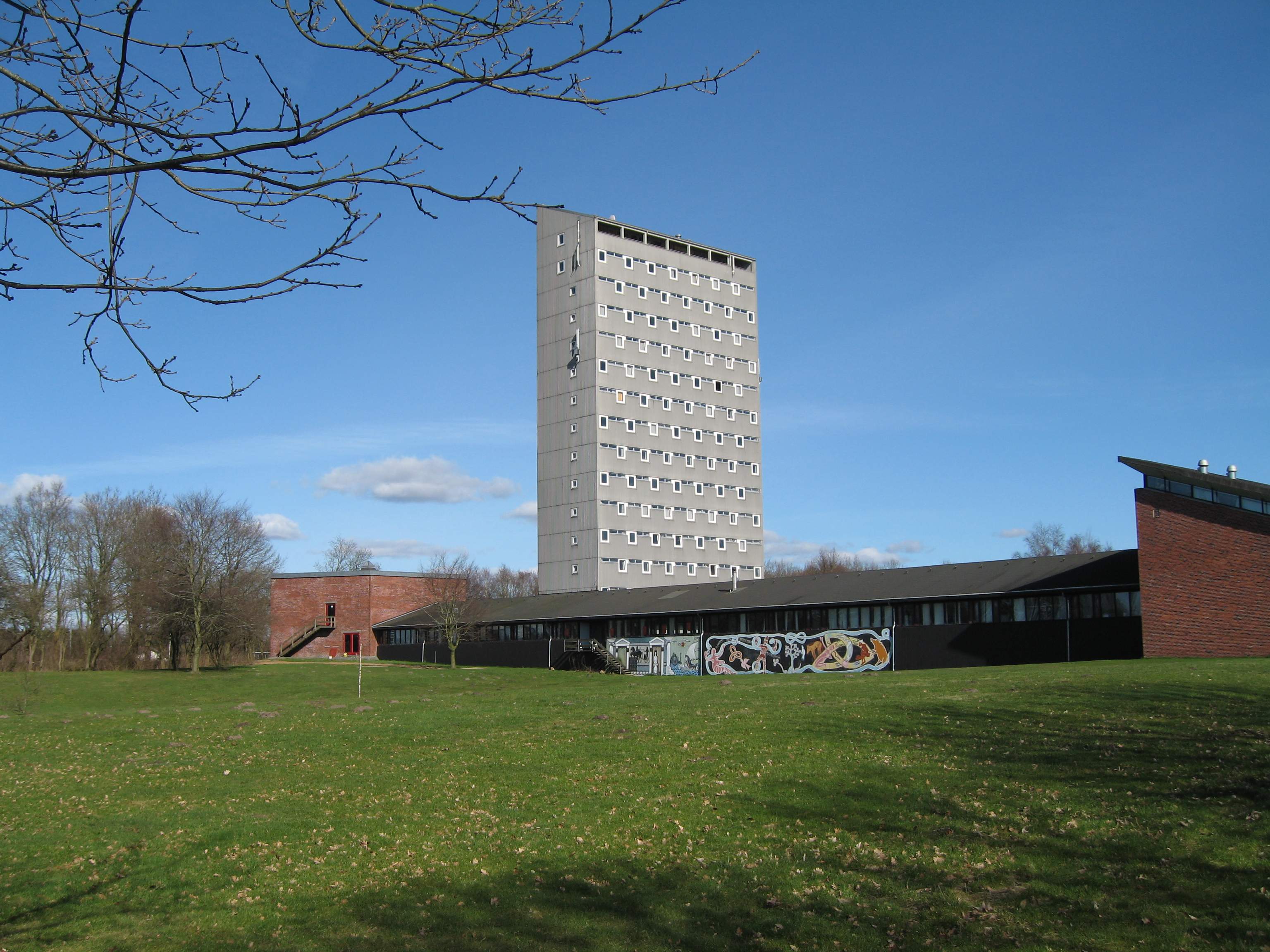
Högskolan.
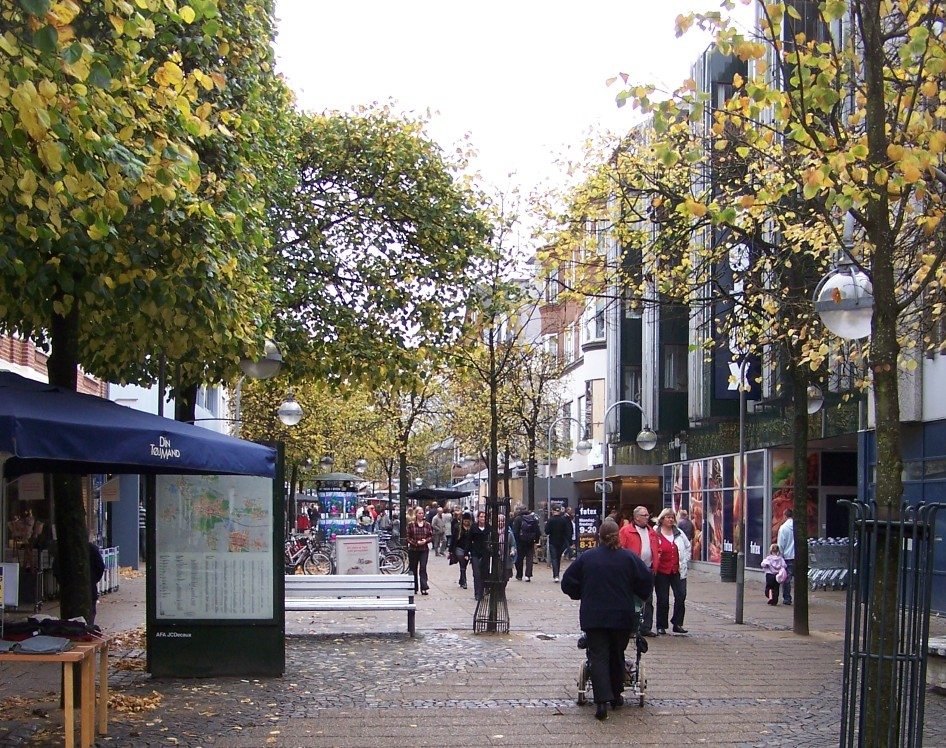
Gågatan.
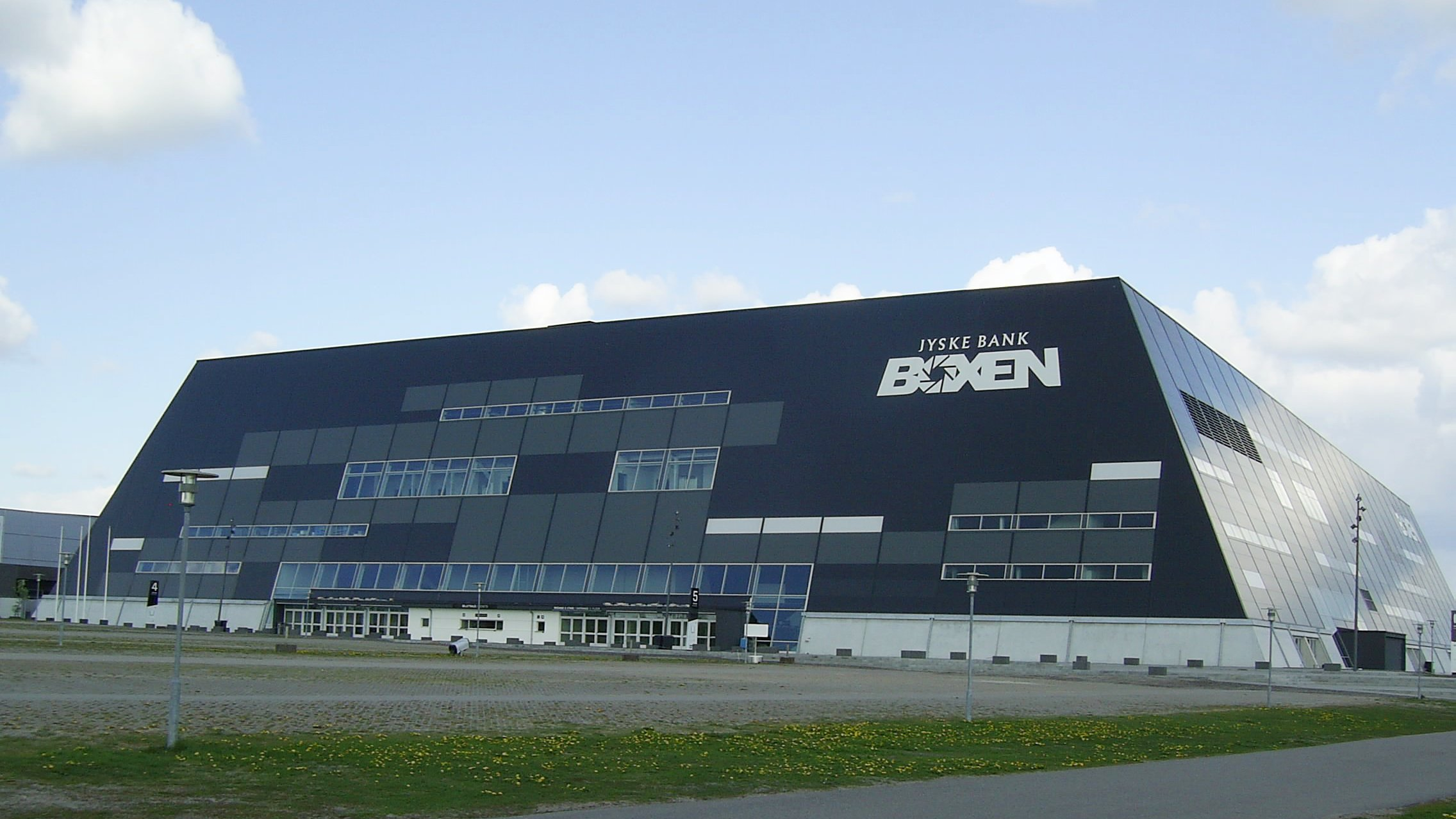
Jyske Bank.
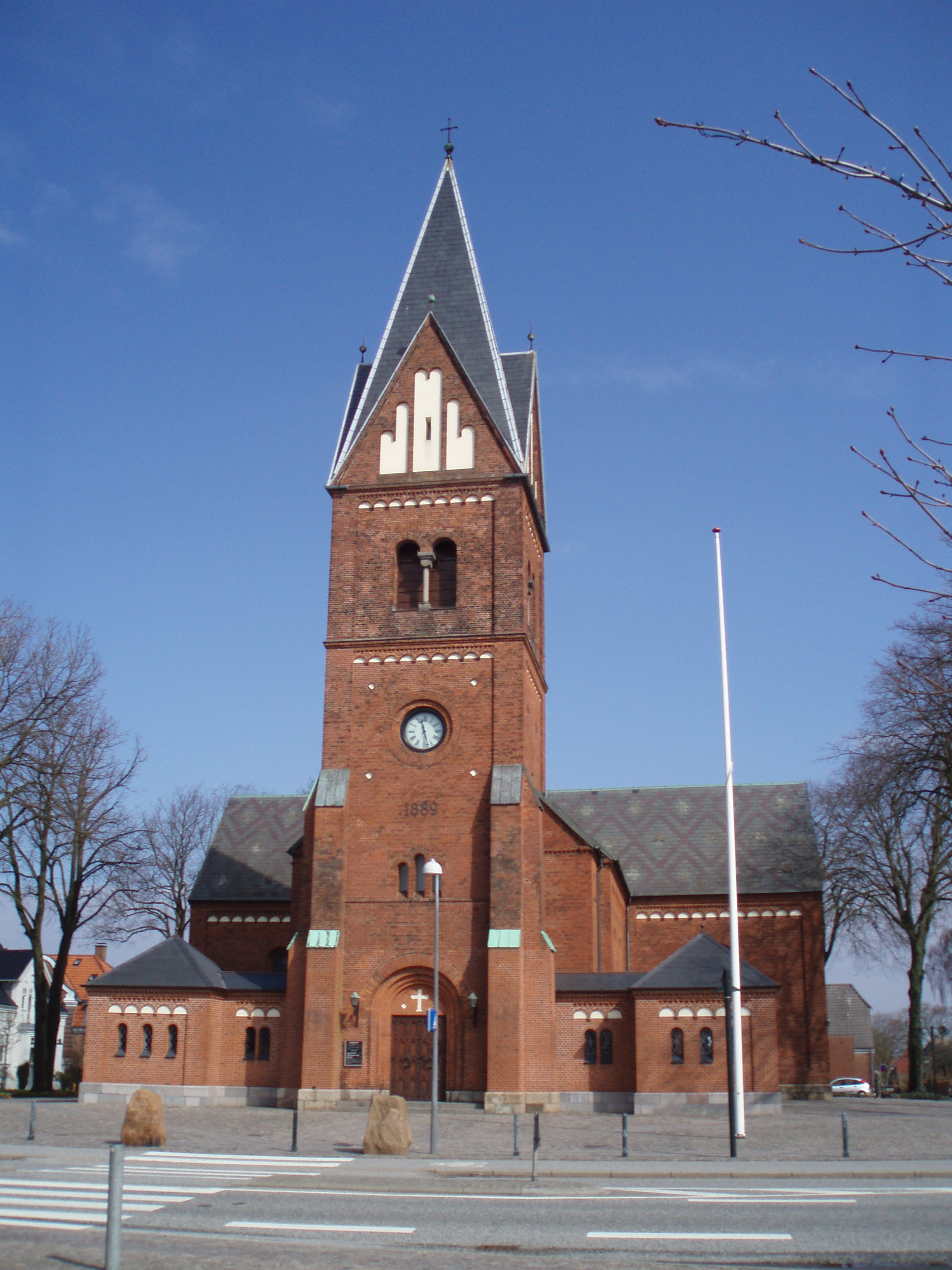
Hernings kyrka.